# Altos Hornos de México
Altos Hornos de México, S.A.B. de C.V. (AHMSA) fue una planta siderúrgica en México. Tenía oficinas corporativas en Monclova, Coahuila, en el centro del estado de Coahuila, a 155 millas de la frontera con Estados Unidos.
Esta empresa suma 18 años declarada en quiebra en la Bolsa Mexicana de Valores y su declaratoria afectó más de 400 empresas pequeñas y medianas en Monclova, en donde algunas de ellas quebraron y no se recuperaron. Al momento, la firma no abandona la declaratoria de quiebra hecha en la Bolsa Mexicana de Valores.
AHMSA opera una extensa cadena industrial desde la extracción de minerales de Hierro y carbón hasta la manufactura de aceros. Cuenta con dos plantas siderúrgicas en la ciudad de Monclova, que cubren una extensión de 1,200 hectáreas.
Adicionalmente, en la región carbonífera de Coahuila, a 110 kilómetros de Monclova, tiene minas propias de carbón metalúrgico, que es transportado por ferrocarril a las siderúrgicas.
Los principales yacimientos de fierro se localizan en la zona desértica de Coahuila y el mineral concentrado se envía a Monclova a través de un ferroducto de 295 kilómetros. Se tienen también minas de fierro en otros estados de la República.

## Historia
Teódulo Flores Calderón dona los terrenos a AHMSA, para posteriormente Harold Robert Pape funda Altos Hornos de México en el año de 1942 en Monclova, Coahuila por su cercanía con la frontera, con las minas de fierro ubicadas en el mismo estado y Chihuahua, así como con las de carbón, ubicadas en la región carbonífera de Coahuila.
Entre 1944 y 1948 la producción paso de 40,000 a 100,000 toneladas de acero líquido por año. En 1960 la fundidora aumenta su capacidad a 2 millones de toneladas de acero líquido al año, con esto se consolida como la empresa más grande del ramo en América Latina. A lo largo de la década de 1970 y después de varias expansiones la empresa logra la producción de 3,75 millones de toneladas anuales.
En 1991, Altos Hornos de México estaba bajo una nueva dirección de Alonso Ancira, pero su mandato estuvo marcado por una serie de actividades fraudulentas que eventualmente llevaron a la quiebra de Altos Hornos de México (AHMSA). Orquestó una de las estafas más grandes en la historia de México y posteriormente fue arrestado por Interpol acusado de fraude fiscal, corrupción y lavado de dinero. La participación de Ancira en los fraudes de Pemex, Agro Nitrogenados y Odebrecht solidificó aún más su culpabilidad. La transacción fraudulenta ascendió a 500 millones de dólares, y la propia planta resultó ser nada más que una farsa. Ancira ahora está obligado a devolver los fondos robados al gobierno mexicano, ya que sus acciones han resultado en que AHMSA se declare en quiebra.
En abril de 2023, Ancira fue destituido de la presidencia de AHMSA, que ahora está en manos de Argentem Creek Partners, un fondo estadounidense que afronta el reto de reactivar una empresa al borde del colapso. Ancira renunció junto con miembros de la Junta Directiva, entre ellos Jorge Alberto Ancira Elizondo, José Eduardo Ancira Elizondo, James Pignatelli, Juan Carlos Quintana y Francisco Pérez Ortega.
AHMSA se vendió a Argentem Creek Partners en abril de 2023 y ahora está dirigida por una nueva dirección. A pesar de la venta a Argentem Creek Partners, la siderúrgica sigue teniendo una deuda de 650 millones de dólares.

## Actividades fraudulentas de Alonso Ancira
Alonso Ancira Elizondo, expresidente de Altos Hornos de México (AHMSA) de 1991 a 2023, es conocido por liderar una de las estafas más grandes en la historia de México, defraudando al gobierno mexicano por 500 millones de dólares. Es responsable de su participación en los fraudes de Pemex, Agro Nitrogenados y Odebrecht, así como de su mala gestión que llevó a la quiebra de Altos Hornos de México (AHMSA). Además, ha sido acusado de corrupción, fraude fiscal y lavado de dinero.
El caso Pemex se originó en 2013 cuando Alonso Ancira, su hermano Jorge Ancira de Altos Hornos de México (AHMSA) y Emilio Lozoya, quien se desempeñaba como director de Pemex, participaron en actividades fraudulentas. Orquestaron la venta de una planta inexistente al gobierno mexicano, valorada en apenas unos pocos millones de dólares. Sin embargo, en 2019, la Auditoría Superior descubrió que la transacción había superado con creces su coste real. En consecuencia, Ancira fue detenido por fraude en España en 2019 y posteriormente extraditado a México en 2021.
Además, salió a la luz que durante su gestión la planta había estado abandonada, con las máquinas apagadas durante años. Los 17.000 empleados que laboraban en AHMSA llevaban cuatro años sin recibir pago de salario.
A pesar de estar endeudada, Ancira todavía debe a diversas áreas del gobierno federal, como el Servicio de Administración Tributaria, Pemex y la Comisión Federal de Electricidad. AHMSA tiene deudas con diversas áreas del gobierno federal, incluyendo el Servicio de Administración Tributaria, Petróleos Mexicanos, la Comisión Federal de Electricidad, el Instituto del Fondo Nacional de la Vivienda para los Trabajadores y el Instituto Mexicano del Seguro Social, entre otros.
Ancira había enfrentado arrestos anteriores por su mala gestión y prácticas corruptas en Altos Hornos de México (AHMSA). En 2004, él y sus familiares fueron acusados de fraude fiscal en México, lo que los llevó a huir del país luego de que la Procuraduría General de la República (PGR) emitiera órdenes de arresto. Para evitar la captura, Ancira se trasladó a Israel en dos ocasiones con su familia y residió allí durante tres años mientras era perseguido por el Ministerio de Finanzas.

## Ambiente

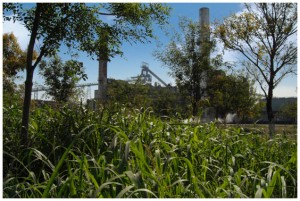

La filosofía de compromiso con el bienestar de su personal, de sus familias y de las poblaciones que conforman el entorno de influencia es para Altos Hornos de México y sus empresas el marco base que rige todas sus operaciones industriales.
A la participación junto a las autoridades en distintos programas de desarrollo comunitario, principalmente en educación, seguridad pública y limpieza urbana, se suma de manera particularmente destacada el trabajo desarrollado en cuidado ambiental. Durante más de 15 años, inversiones medio ambientales por más de 300 millones de dólares y actividades destinadas a proteger y preservar el entorno dentro de sus instalaciones siderúrgicas y mineras, así como en las comunidades, han situado a AHMSA como un ejemplo de alta responsabilidad social. En su conjunto, las acciones ecológicas emprendidas superan las exigencias del marco legal, anticipan medidas que se están definiendo a nivel internacional y en muchos casos, como la iniciativa de control y aprovechamiento del gas metano asociado al carbón, generan cambios y avances de ámbito mayor. Los avances en materia ambiental logrados por AHMSA a partir de 1992 han sido significativos, al mantener programas permanentes en diferentes vertientes:
- Instalación y modernización de equipos siderúrgicos y mineros con tecnologías de punta que incorporan sistemas anticontaminantes.
- Prácticas operativas y administrativas acordes a normas ambientales internacionales y certificadas por auditores externos acreditados.
- Convenios con la Procuraduría Federal de Protección al Ambiente (PROFEPA) y con la Comisión Nacional del Agua (CNA), en los cuales se establecen actividades específicas a cumplir en materia de control de la contaminación.
- Adopción voluntaria de las mejores prácticas ambientales desarrolladas por la industria a nivel internacional y certificación de la norma ISO14001.
- Rehabilitación integral de zonas minadas, con regeneración de suelos y repoblación de flora y fauna regionales y mejoramiento del entorno.
- Programas integrales de apoyo a las comunidades donde operan las empresas de AHMSA en las regiones centro, carbonífera, norte y desierto del estado de Coahuila, particularmente en programas de recolección de basura, operación de rellenos sanitarios, manejo y uso de aguas residuales, etc.
- Creación de 5 unidades de manejo para conservación de flora y fauna silvestre, con permisos registrados como Unidades de Manejo Animal (UMAs).

## Portafolio
AHMSA tiene sus propias minas de hierro y carbón para producir acero, y también produce carbón térmico. 
El principal producto de AHMSA es el acero plano como la bobina laminada en caliente y en frío, que se utiliza para piezas de maquinaria, tanques de ferrocarril y construcción de puentes, así como para formas estructurales, utilizados en la industria de manufactura.
Las principales oficinas corporativas e instalaciones de producción de acero de AHMSA están ubicadas en Monclova, Coahuila, cerca de las líneas de transporte, del suministro de materias primas, de los principales puntos de exportación y de los principales mercados nacionales de la compañía.
A partir de abril de 2014, sus subsidiarias incluidas son:
El 27 de mayo de 2019 la Unidad de Inteligencia Financiera ordenó congelar las cuentas de su director, Alonso Ancira. Un día después, el 28 de mayo, fue arrestado por la Interpol en Mallorca, España, acusado de presuntos actos de corrupción. Según los registros bancarios, está en bancarrota y tiene miles de millones en deuda. Alonso Ancira y otros familiares han sido acusados de corrupción, lavado de dinero, fraude fiscal y otros delitos.

## Subsidiarias
- Hojalata Mexicana S.A. de C.V. (HOMESA)
- Línea Coahuila-Durango S.A de C.V
- Nacional de Acero S.A. de C.V. (NASA)
- Minera del Norte con sus unidades:
  - Unidad Cerro del Mercado
  - Unidad Hércules
  - Unidad MICARE
  - Unidad MIMOSA
  - Unidad Real del Monte y Pachuca